# Hevesy György
Hevesy György (született Bischitz György) (Budapest, 1885. augusztus 1. – Freiburg im Breisgau, 1966. július 5.) Nobel-díjas magyar vegyész. Kifejlesztett egy radioaktív jelzőmódszert, amellyel biokémiai folyamatokat, például állatok anyagcseréjét lehet tanulmányozni.

## Élete
Kikeresztelkedett magyar zsidó családban született. Szülei Bischitz Lajos és Schossberger Eugénia (Jenny), mindketten gazdag polgári családok sarjai voltak. György nyolc gyermek közül ötödikként jött a napvilágra. Budapesten nőtt fel, a Piarista Gimnáziumban érettségizett 1903-ban. A család neve nemesítés folytán 1904-ben Hevesy-Bischitz-re, majd Hevesy-re változott.
A Budapesti Tudományegyetemen kezdte meg egyetemi tanulmányait, majd egy évvel később a berlini műegyetemen folytatta. 1908-ban szerezte meg a doktorátust fizikából Freiburgban. Érdeklődése a kémia felé fordult. Zürichbe ment, ahol Richard Lorenz mellett vállalt tanársegédi állást a Technische Hochschulén. 1911-ben az angliai Manchesterbe utazott, ahol Rutherford laboratóriumában dolgozott tovább. Rutherford megbízásából kezdte kutatni azt a témát, amivel később a kémiai Nobel-díjat elnyerte. 1912 első felében itt ismerkedett meg és kötött barátságot Niels Bohrral.
1912 elején Rutherford az osztrák kormánytól egy mázsa radioólmot kapott ajándékba, amelyből a rádium D komponensével akart kutatásokat folytatni, ám a hatalmas tömegű ólom ezt meghiúsította. Felszólította Hevesyt, miszerint: „Ha megérdemli a sót az ételébe, elválasztja a rádium D-t a kellemetlenkedő ólomtól”. Hevesy próbálkozásai csődöt mondtak, ezért arra a következtetésre jutott, hogy a két anyag különválasztása lehetetlen. Ezért megfogalmazta azt a tételt, miszerint, ha az aktív anyag nem választható el az inaktívtól, akkor a sugárzó rádium D felhasználható az ólom indikátorának. Ez lett a nyomjelző radioaktív izotópok módszerének alapja.
Az első világháborúban Hevesy a Monarchia hadseregében – Nagytétényben – katonáskodott. A háború után kutatásokat végzett a Budapesti Állatorvosi Főiskola kémia tanszékén, majd később aktívan tanított. Kármán Tódor felkérésére elvállalta a Tudományegyetem fizika-kémiai tanszékének vezetését. 1920-ban megvonták tőle az előadói jogot; ekkor Niels Bohr meghívására a koppenhágai laboratóriumba utazott.
Mengyelejevnek már a 19. században sikerült a kémiai elemeket logikus rendszerbe foglalnia. A táblázat időközben fokozatosan megtelt, ám a 72-es sorszámmal jelölt helyre kitartó kutatással sem sikerült megtalálni a hiányzó elemet. Hevesy a Bohr-féle atommodellből kiindulva arra a következtetésre jutott, hogy a 72-es rendszámú elem a titáncsoportból kell, hogy kikerüljön. Hevesy a cirkóniumtartalmú ásványokban kezdte meg a kutakodást. A koppenhágai ásványtani múzeumból, Norvégiából és Grönlandból származó anyagokat kapott a kutatásaihoz. Hevesy az oldható részeket eltávolította, majd röntgenspektroszkópiai felvételeket készített a mintáról. Már az első felvételeken előbújtak azok a színképvonalak, amelyek csak az új elemből származhattak; ennek felfedezési helyéről, Koppenhága régi latin nevéről a hafnium nevet adta 1923-ban. Niels Bohr a felfedezés hírét azon a napon tudta meg, amelyen Stockholmban átvette a Nobel-díjat.
Hevesynek rengeteg állást kínáltak fel, amelyek közül a Freiburgi Egyetem fizika-kémia tanszékvezető posztját fogadta el. Tudományos kutatásait a Rockefeller Alapítvány könnyítette meg anyagilag. Termékeny évek köszöntöttek be életében. Kifejlesztette a röntgenfluoreszcenciás analitikai módszert, felfedezte, hogy a szamárium radioaktív alfa-sugarakat bocsát ki. Itt kezdte a radioaktív izotópokat a növények és állatok anyagcsere-folyamatainak vizsgálatára alkalmazni. A módszer lényege, hogy apró mennyiségben hozzákeverik a radioaktív izotópot a vele kémiailag azonosan viselkedő elemhez, és a szervezetben az izotóp sugárzása jelzi a megtett útvonalat. A mai orvostudomány rengeteget köszönhet e módszernek.

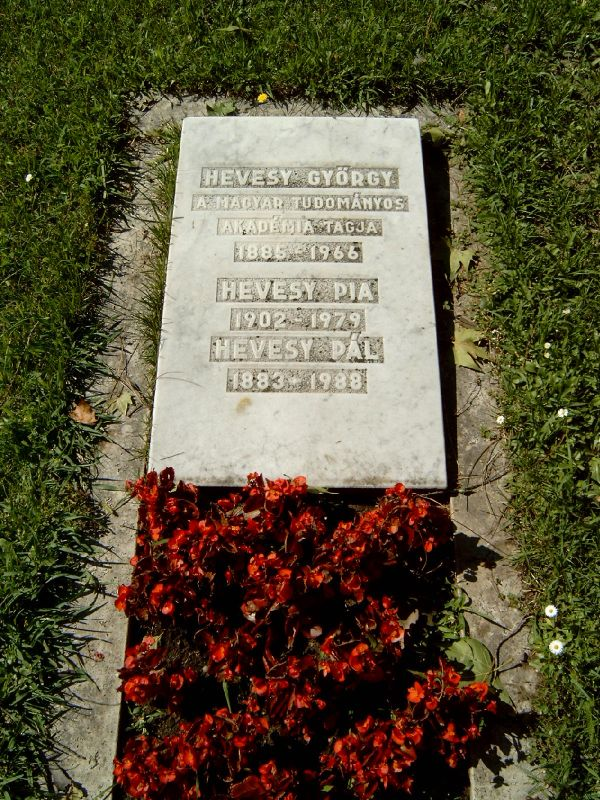
Hevesy György sírja Budapesten. Kerepesi temető: 27. MTA.

A világ számos egyeteme választotta díszdoktorává, a Royal Society tagja lett, és megkapta a Copley-érmet, amire különösen büszke volt. Ez utóbbiról úgy nyilatkozott: „A közönség azt hiszi, hogy egy kémikus számára a Nobel-díj a legnagyobb kitüntetés, amit tudós elnyerhet, de nem így van. Negyven-ötven kémikus kapott Nobel-díjat, de csak tíz külföldi tagja van a Royal Societynek, és ketten (Bohr és Hevesy) kaptak Copley-érmet.”
1943-ban áttelepült családjával Stockholmba. 1943-ban a „radioaktív izotópok indikátorként való alkalmazásáért a kémiai kutatásban” indoklással Hevesy Györgynek ítélték oda  a kémiai Nobel-díjat. 1959-ben az Atoms for Peace Awards (Az Atom Békés Felhasználásáért díj) kitüntetést vehette át a radioaktív izotópok békés felhasználásért.
A Magyar Tudományos Akadémia 1945-ben választotta tagjai közé. Összesen 397 publikációja jelent meg a világ legjelentősebb szaklapjaiban. 1966-ban a pápa külön audiencián fogadta. Nyolcvanéves korában halt meg Freiburgban.
A család kívánságára 2001. április 19-én szülővárosában, Budapesten ünnepélyes keretek között helyezték hamvait örök nyugalomra.

## Érdekességek
- Dánia náci megszállásakor Max von Laue és James Franck Nobel-díjait feloldotta királyvízben, és elhelyezte egy reagenspolcon a Niels Bohr intézeti laboratóriumában. A háború után megtalálta az oldatot, és kicsapta belőle az aranyat. A Nobel Társaság ezután ugyanabból az aranyból újraöntötte a díjat.[2]  (A történet egy másik változata szerint Niels Bohr volt az, aki a németek betörése előtt savba dobta saját aranyérmét, és elmenekült Dániából.[3][4])
- Távoli rokona volt Farkasházy Tivadarnak.[5]

## Emlékezete
Hevesy György nevét viselik az alábbiak:
- radioizotópokkal foglalkozó kutatóközpont, a Hevesy Laboratórium a Dán Műszaki Egyetemen
- a 10444 de Hevesy kisbolygó
- holdi kráter az égitest északi pólusvidékén
- általános iskola Turán
- előadóterem a Semmelweis Egyetem Elméleti Orvostudományi Intézetében (Tűzoltó utca 37-47.)
- a Magyar Orvostudományi Nukleáris Társaság (a nukleáris medicinával foglalkozó orvosok tudományos társasága), melynek kétévenként rendezett tudományos kongresszusán Hevesy-emlékérmet adományoznak a szakma legkiválóbb hazai és külföldi képviselőinek
- Hevesy György-díj a Nukleáris Biztonságért - A Magyar Tudományos Akadémia, az MVM Paksi Atomerőmű Zártkörűen Működő Részvénytársaság és a „Somos Alapítvány - a védelmi és biztonsági oktatásért és kutatásért" közhasznú szervezet által alapított díj a nukleáris biztonság területén folyó kutatások kiemelkedő eredményeinek méltó elismerésére[6]
- az ELTE TTK Kémiai Doktori Iskola (2018-tól).
- utca Kaposvár Cseri-irtás városrészében
- utca Budapesten a BME I. épülete mellett
- utca Polgárdi északi részén
- emléktábla Budapest V. kerület Akadémia utca 3.